# Амір Хан
Амір Хан  (англ. Amir Khan, 8 грудня 1986) — британський професійний боксер пакистанського походження, олімпійський медаліст, чемпіон світу в першій напівсередній вазі за версіями WBA (2009 — 2012) і IBF (2011).

## Аматорська кар'єра
Хан у 17 років пройшов кваліфікацію на Олімпійські ігри 2004, зайнявши перше місце на 1-му європейському кваліфікаційному олімпійському турнірі AIBA 2004 року в Пловдиві , Болгарія. 

### Олімпійські ігри 2004
- 1/16 фіналу. Переміг Маріоса Капероніса (Греція) — RSC
- 1/8 фіналу. Переміг Димитара Щилянова (Болгарія) — 37-21
- 1/4 фіналу. Переміг Пек Джон Сопа (Південна Корея) — RSC
- 1/2 фіналу. Переміг Серіка Єлеуова (Казахстан) — 40-26
- Фінал. Програв Маріо Кінделану (Куба) — 22-30

14 травня 2005 року в Болтоні в матчевій зустрічі Англія — Куба Хан зумів взяти реванш у Кінделана, здобувши перемогу з рахунком 19-13. Відразу після цього він оголосив про свій перехід на професіональний ринг.

## Професіональна кар'єра
Дебютував на професійному ринзі 16 липня 2005.
14 липня 2007 року в своєму 13-му бою Амір Хан здобув перемогу над співвітчизником Віллі Лімондом, а з нею звання чемпіона Співдружності в легкій вазі. По ходу бою Хан побував в 6 раунді в нокдауні, але зумів здобути дострокову перемогу в 8 раунді.
5 квітня 2008 року в бою проти Мартіна Крістіансена Хан здобув титул інтерконтинентального чемпіона за версією WBO в легкій вазі.
21 червня 2008 року Хан, захищаючи титул чемпіона Співдружності, здобув перемогу технічним нокаутом над Майклом Гомесом, але побував сам в нокдауні в другому раунді.

### Хан проти Прескотта
Після бою з Гомесом у Хана змінився тренер — ним став Хорхе Рубіо, який обрав суперником для наступного бою британця колумбійця Брейдіса Прескотта, який мав вражаючий рекорд — 19 перемог (17 нокаутом) і 0 поразок. Поєдинок за титул інтерконтинентального чемпіона за версією WBO в легкій вазі, що належав Хану, відбувся 6 вересня 2008 року. Перед боєм Хан був фаворитом протистояння, але вже в першому раунді Прескотт доніс до цілі потужні правий боковий і лівий хук, які приголомшили Хана, і після відліку рефері добив суперника комбінацією лівий хук - правий хук, зваливши британця в нокаут на 55 секунді поєдинку.
Відразу після бою Хорхе Рубіо був звільнений з посади тренера.

### Хан проти Котельника
18 липня 2009 року у Манчестері відбувся бій між Аміром Ханом і чемпіоном світу за версією WBA в першій напівсередній вазі українцем Андрієм Котельником. Для українця це був третій захист титулу, і до бою він вважав, що Хан ще занадто молодий та недосвідчений, щоб загрожувати його чемпіонству. Але британець дуже грамотно тактично побудував бій, постійно рухаючись і ухиляючись від будь-яких обмінів ударами, переміг одноголосним рішенням суддів і став новим чемпіоном світу.

### Хан проти Денні Гарсії
14 липня 2012 року відбувся об'єднавчий бій між чемпіоном WBA (Super) Аміром Ханом та чемпіоном WBC Денні Гарсією. Хан непогано розпочав поєдинок, але наприкінці 3-го раунду у розміні ударами пропустив лівий боковий від Гарсії і опинився у нокдауні. В наступному раунді Гарсія  добив свого суперника.

### Хан проти Альвареса
7 травня 2016 року на тільки-но відкритій Ті-Мобіл Арені у Лас-Вегасі відбувся бій між Аміром Ханом і чемпіоном світу за версією WBC в середній вазі мексиканцем Саулем Альваресом. Заради цього бою британець піднявся на дві вагові категорії, розраховуючи досягти перемоги завдяки своїй швидкості. І у перших раундах швидкість Хана доставила певні проблеми чемпіону. Але за півхвилини до закінчення 6-го раунду Альваресу вдалося поцілити в щелепу Хана. Рефері Кенні Бейліс навіть не став відраховувати до 10, а відразу дав відмашку про припинення бою.
Нокаут Хана Альваресом журналом Ринг був визнаний нокаутом року.

### Хан проти Кроуфорда
20 квітня 2019 року на арені Madison Square Garden у Нью-Йорку Амір Хан спробував відібрати титул чемпіона світу за версією WBO в напівсередній вазі у Теренса Кроуфорда. Як завжди Хан непогано розпочав, але вже у першому раунді опинився в нокдауні. Британець і в наступних раундах пробував відстрілюватись серійно, але надто рано зрозумів неминучість поразки. У 6-му раунді Кроуфорд, пробиваючи серію, ненавмисно провів аперкот нижче пояса, і Хан отримав час на відновлення. Але він покорчився кілька хвилин, і раптом в ринг вийшов лікар, який раніше почув щось від тренера Хана, і сказав рефері, що Хан не може продовжувати бій. Рефері присудив Кроуфорду перемогу технічним нокаутом.